# Catalogues des œuvres de Beethoven
Cet article concerne les différents catalogues. Pour une liste exhaustive des œuvres connues et attribuées à Beethoven, voir Liste des œuvres de Ludwig van Beethoven.

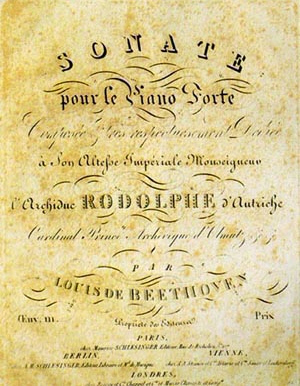
Première page originale de la sonate pour piano, Opus 111.

Les Catalogues qui recensent les compositions de Ludwig van Beethoven ont été compilés par différents musicologues qui ont tout spécialement concentré leurs recherches sur la musique de Beethoven.
Quand Beethoven est mort, il a laissé derrière lui (comme beaucoup d'autres compositeurs) beaucoup de compositions. Dans le cas de Beethoven, une grande majorité de ses œuvres importantes ont été publiées. Cependant, certaines œuvres n'étaient pas publiées, et certaines œuvres étaient inachevées, soit parce qu'il les avait mises de côté, soit parce qu'il est mort avant de pouvoir les achever. Les catalogues décrits ici sont des tentatives pour organiser et identifier avec précision toutes ces œuvres d'une manière utile aux musicologues, aux musiciens et au public qui veut les aborder.

## Numéros d'opus

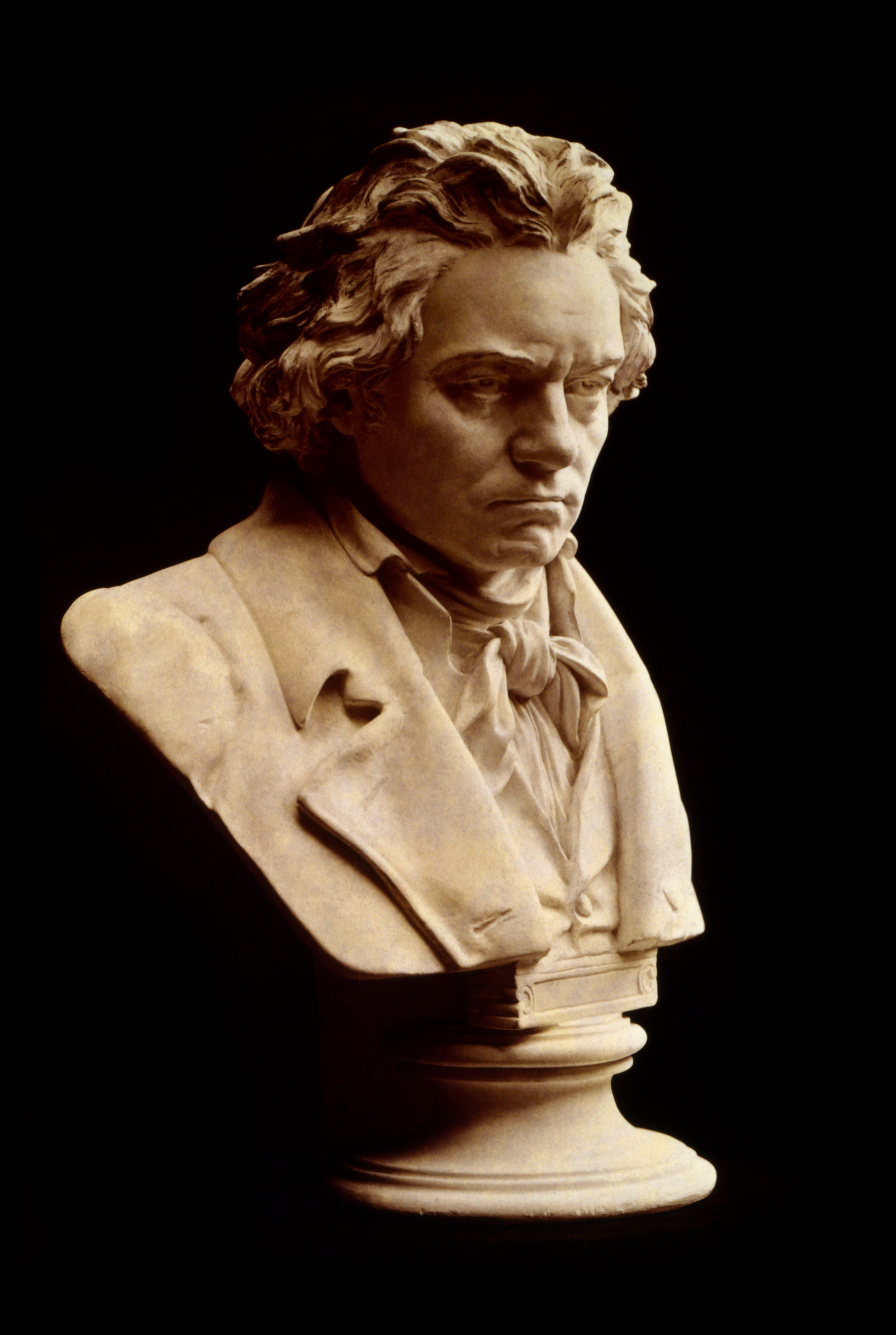
Un buste de Beethoven

La méthode traditionnelle du XIXe siècle pour identifier les œuvres d'un compositeur était pour les éditeurs d'assigner un numéro d'opus attaché à chaque publication dans l'ordre de leur parution (œuvre isolée ou groupe d'œuvres). Cette méthode n'est pas entièrement satisfaisante. 
Certains numéros d'opus regroupent plusieurs pièces. Par exemple, l'opus 18 recueille les six premiers quatuors à cordes (no 1 à no 6). En fait, 172 œuvres sont réparties entre 138 numéros d'opus.
Les esquisses et les œuvres non publiées ou inachevées ne figurent pas dans cette liste.
Les numéros d'opus ne donnent pas d'indications fiables sur la ou les dates réelles de composition. Par exemple, l'Octuor à vent, écrit de 1792 à 1793, a été publié de manière posthume chez Artaria en 1834. Cet octuor a reçu le numéro d'Opus 103, tandis que les Opus 102 (sonates pour violoncelle et piano no 4 et 5) et Opus 104 (Quintette à cordes en ut mineur) ont été écrits en 1815 et 1817 respectivement. 
Enfin, quelques-uns des derniers opus ont été publiés à titre posthume. Par exemple, la Grande Fugue op. 133 a été publiée en mai 1827. Ces œuvres sont parfois désignées par l'abréviation « op. posth. ».

## Catalogue Kinsky

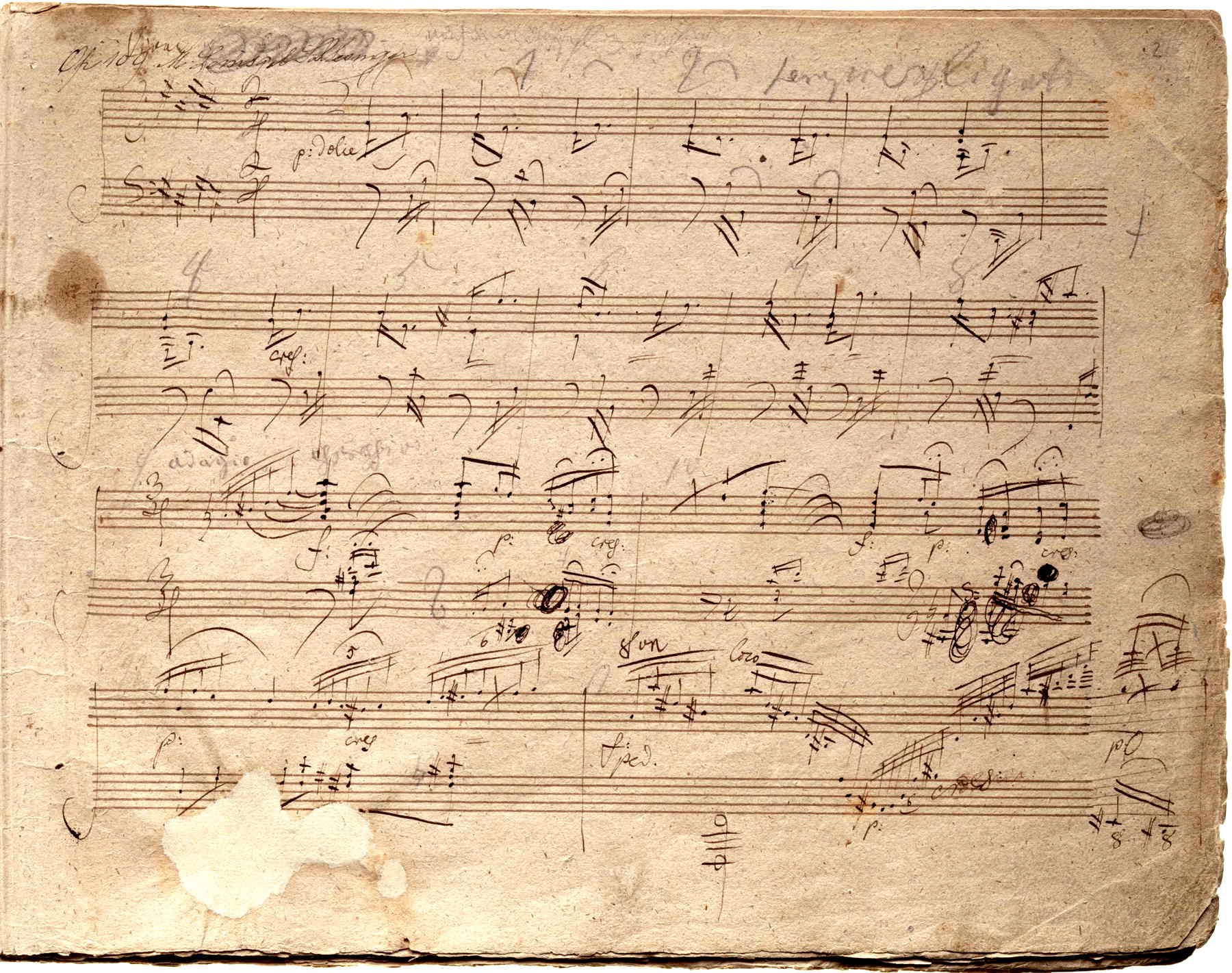
Autographe de la première page du 1er mouvement de la Sonate pour piano op. 109.

Jusqu'en 1951 (date de son décès), Georg Kinsky a compilé un catalogue des œuvres de Beethoven, sous le titre Das Werk Beethovens / Thematisch-Bibliographisches Verzeichnis seiner sämtlichen vollendeten Kompositions (Les œuvres de Beethoven / Catalogue thématique-bibliografique de toutes ses compositions). Ce catalogue a été revu, mis à jour et publié en 1955 par Hans Halm dans un ouvrage de 900 pages.
Ce catalogue reprend les numéros avec opus. Des numéros « Werke ohne Opuszahl » (« œuvres sans numéro d'opus » en allemand) de 1 à 205 sont attribués à des œuvres non publiées du vivant de Beethoven. Ces numéros donnés à ces œuvres sont généralement précédés de WoO. Par exemple, le court morceau de piano très connu La Lettre à Élise a reçu le numéro WoO 59.
Le catalogue de Kinsky-Halm donne également dans une annexe la liste de 18 œuvres ayant une attribution douteuse, ou simplement erronée. On a pu depuis retrouver pour certaines de ces compositions le véritable auteur, comme par exemple la Marche pour piano en ut majeur Anh 12, reconnue comme écrite par Johnn H. Walch. Ces numéros sont généralement précédés de Anh, abréviation de Anhang, mot allemand signifiant annexe.
La maison d'édition G. Henle Verlag a publié le 1er novembre 2014 le New catalogue of the works of Ludwig van Beethoven, une nouvelle édition révisée et substantiellement augmentée du catalogue de Kinsky-Halm. Le nouvel ouvrage  édité sous la direction de Kurt Dorfmüller, Norbert Gertsch et Julia Ronge comprend 2 volumes et 1 996 pages. On y trouve toutes les œuvres avec numéro d'opus, les œuvres sans numéro d'opus, 23 nouvelles  œuvres sans numéro d'opus, des copies par Beethoven d'œuvres d'autres compositeurs, des copies par Beethoven de textes théoriques, des œuvres ayant une attribution douteuse, ou simplement erronée, une chronologie des œuvres et de leur publication, etc.

## Catalogue Hess
Le compositeur et musicologue suisse Willy Hess a également fait des recherches et publié un catalogue en 1957, dans lequel il a rassemblé des pièces non contenues dans la première édition parue au 19e siècle de l'intégrale des œuvres, la Beethoven Gesamtausgabe (en), sous la direction de la maison Breitkopf et Härtel. Hess a inclus beaucoup plus d'œuvres fragmentaires que Kinsky, et son catalogue compte 335 entrées dans le « Hauptkatalog » (catalogue principal), et 66 œuvres « douteuses et faussement attribuées » dans une annexe. De nombreuses pièces ont des nombres WoO et Hess (par exemple, 12 Menuets pour orchestre, Hess 2 et WoO 12, Douze danses pour orchestre, Hess 5 et WoO 13).

## Catalogue Biamonti
Les compositions de Beethoven ont été également rassemblées dans le Catalogue Biamonti, compilé par Giovanni Biamonti et publié en 1968. Ce travail essaie de classer par ordre chronologique toute la production de Beethoven, d'une manière similaire au catalogue des œuvres de Franz Schubert établi par Otto Erich Deutsch. Le Catalogue Biamonti assemble toutes les pièces avec des numéros d'opus, toutes les œuvres des catalogues Kinsky et Hess, et tous les fragments précédemment non catalogués, dans une seule liste comprenant 849 entrées.

## Catalogues
Les références suivantes identifient les principaux catalogues des œuvres de Beethoven.
- (de) Gustav Nottebohm, Thematisches Verzeichnis der im Druck erschienenen Werke von Ludwig van Beethoven, Leipzig, Breitkopf & Härtel, 1925 (1re éd. 1868), iv-220 (OCLC 4763103, BNF 31026257). 
— réédité: M. Sändig, Wiesbaden 1969. 
— Catalogue thématique historiquement important, par un érudit du XIXe siècle, pionnier des études sur Beethoven. 
— Titre complet en anglais : Thematic Catalogue of the Published Works of Ludwig van Beethoven.
- (de) Georg Kinsky et Hans Halm, Das Werk Beethovens : thematisch-bibliographisches Verzeichnis seiner sämtlichen vollendeten Kompositionen : von Georg Kinsky ; nach dem Tode des Verfassers abgeschlossen und herausgegeben von Hans Halm, Munich, G. Henle Verlag, 1955, XXII-808 p. (OCLC 334667) 
— Le catalogue thématique et bibliographique standard des œuvres de Beethoven. 
— Titre complet en anglais : Beethoven's Works: thematic and bibliographic catalogue of all his completed compositions by Georg Kinsky, completed and edited after the author's death by Hans Halm.
- (de) Norbert Gertch, Julia Ronge, Kurt Dorfmüller et Georg Kinsky, Das Werk Beethovens : thematisch-bibliographisches Verzeichnis seiner sämtlichen vollendeten Kompositionen, Munich, G. Henle Verlag, 2014, 1996 p. (ISBN 978-3-87328-153-0, OCLC 911944995)
— Nouvelle édition du catalogue de Kinsky, fortement révisé et enrichi.
- (de) Willy Hess, Verzeichnis der nicht in der Gesamtausgabe veröffentlichen Werke Ludwig van Beethovens, Wiesbaden, Breitkopf & Härtel, 1957, 116 p. (OCLC 18406510, BNF 32243786)
— Étude originale et catalogue de Hess, enrichis par Green (voir ci-dessous).
— Titre en anglais : Catalogue of works not found in the Collected Works of Ludwig van Beethoven.
- (en) Willy Hess et James Green (éditeur et traducteur), The new Hess catalog of Beethoven’s works, West Newbury, Vermont, Vance Brook, 2003, XXVI-277 p. (ISBN 0-9640570-3-4, BNF 41291604) 
— Une traduction en anglais du catalogue de 1957 de Willy Hess mis à jour au vu des études récentes.
- (it) Giovanni Biamonti, Catalogo cronologico e tematico delle opere di Beethoven : comprese quelle inedite e gli abbozzi non utilizzati, Turin, ILTE, 1968, XXXII-201 p. (OCLC 876455921, BNF 42852699) 
— Comprend les œuvres avec et sans numéros d'opus, ainsi que les esquisses et fragments, en 849 entrées ordonnées par ordre chronologique.
— Titre en anglais : Chronological and Thematic Catalogue of the works of Beethoven.